# Eisstadion Weißwasser
Die Bezeichnung Eisstadion Weißwasser steht für mehrere voneinander unabhängige, zeitlich aber nacheinander bestehende Eissportflächen in der Stadt Weißwasser. Die Eishockeymannschaften Weißwassers trugen in der ersten Hälfte des 20. Jahrhunderts ihre Spiele auf dem zugefrorenen Braunsteich im Osten Weißwassers aus.

## Jahnstadion
Während sich Weißwasser neben Frankenhausen (Crimmitschau) zu einer der Hochburgen des Eishockeys in Sachsen und Ostdeutschland entwickelt hatte, wurde der Ruf nach einem festen Stadion analog den Bauten in Frankenhausen und Schierke lauter.
Noch bevor die BSG „Kristall“ 1950 zum ersten Male als zweiter sächsischer Vertreter an nationalen Meisterschaften in der DDR teilnahm, stellte die Stadt Weißwasser der Sportgemeinschaft zwischen der Teichstraße und dem Jahnteich Grund und Boden über einem ehemaligen Braunkohle-Grubenloch für 20 Jahre unentgeltlich zur Verfügung. Dort entstand 1949/1950 das Jahnstadion als Freiluftarena mit Klubhaus und Umkleidekabinen. Zunächst wurden Banden und Tribünen an der zugefrorenen Natureisfläche errichtet; im Rahmen des Nationalen Aufbauwerks wurde Anfang der 1950er Jahre der Umfang erweitert und zusätzlich Gebäude für Umkleidekabinen, technische Ausrüstung und ein Klubhaus gebaut.

## Kunsteisstadion „Wilhelm-Pieck“
Aufgrund der Erfolge und des steigenden Interesses in der Bevölkerung wurde die Forderung nach einem Eisstadion laut, in dem der Sport wetterunabhängig betrieben werden konnte. Der Grundstein für den Neubau des Kunsteisstadions in Weißwasser wurde am 16. April 1958 neben dem damaligen Paul-Klinke-Sportplatz gelegt. Das damals größte Freiluftstadion Europas wurde nach Wilhelm Pieck, dem ersten Präsidenten der DDR, benannt und am 7. November 1958 mit einem Freundschaftsspiel zwischen Dynamo Weißwasser und Legia Warschau vor 7000 Zuschauern eröffnet. Die Zuschauerkapazität das Freiluftstadions, das sich im Besitz des Innenministeriums der DDR befand, betrug 12.000 Zuschauer. 
Das Stadion war bis 1990 Austragungsort vieler Spiele um den DDR-Meistertitel, der 1990 zum 25. und letzten Male ausgespielt und von der Mannschaft aus Weißwasser errungen wurde. Auch viele internationale Spiele zwischen Klub- und Nationalmannschaften fanden in diesem Stadion statt.
Für die die Saison 1990/91, in der der PEV Weißwasser in die (gesamtdeutsche) 1. Eishockey-Bundesliga aufgenommen wurde, ermöglichte das Entgegenkommen der übrigen Vereine, dass Spiele auch unter freiem Himmel hätten ausgetragen werden können.

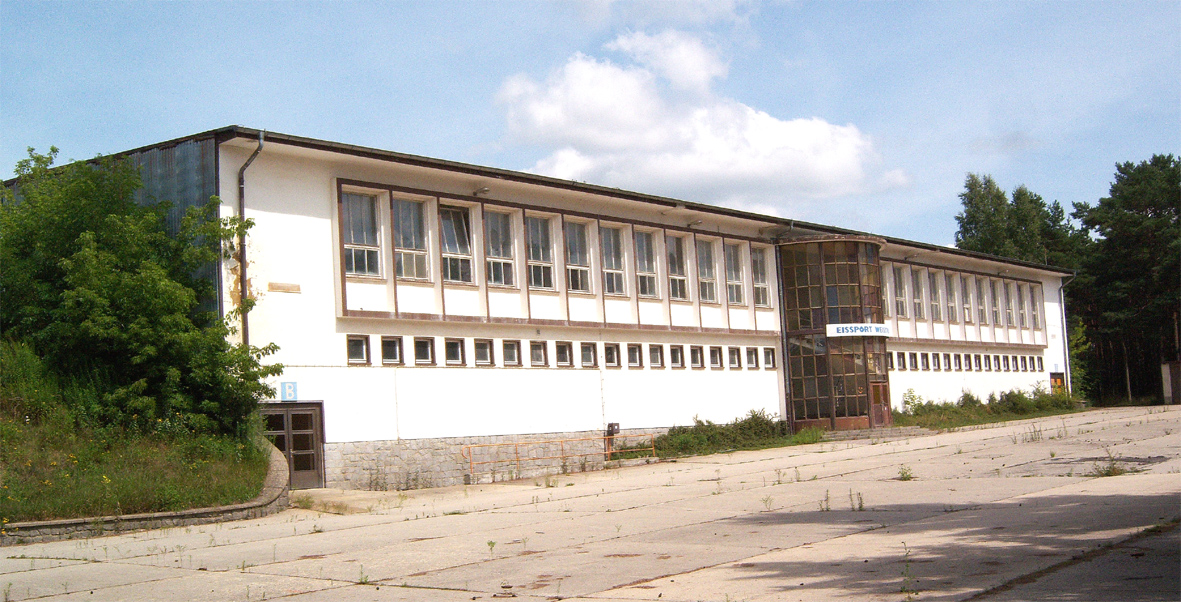
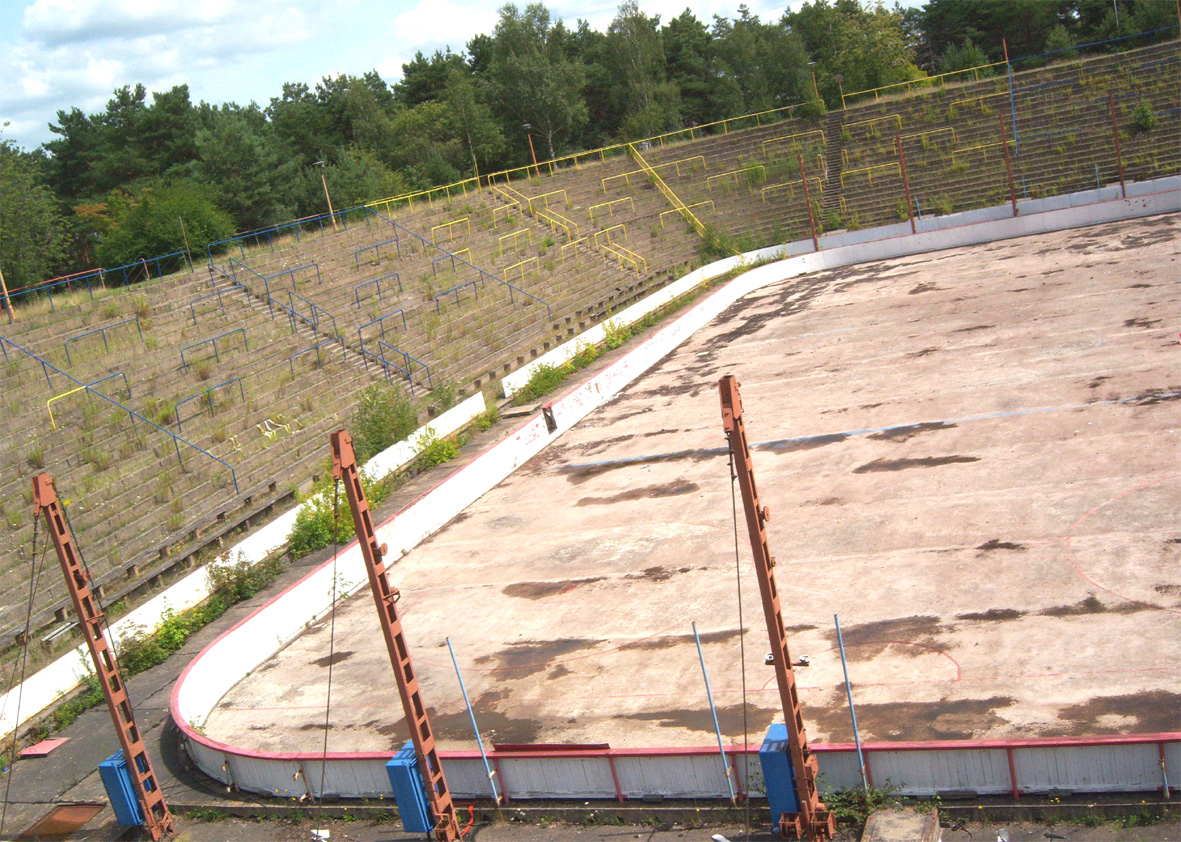
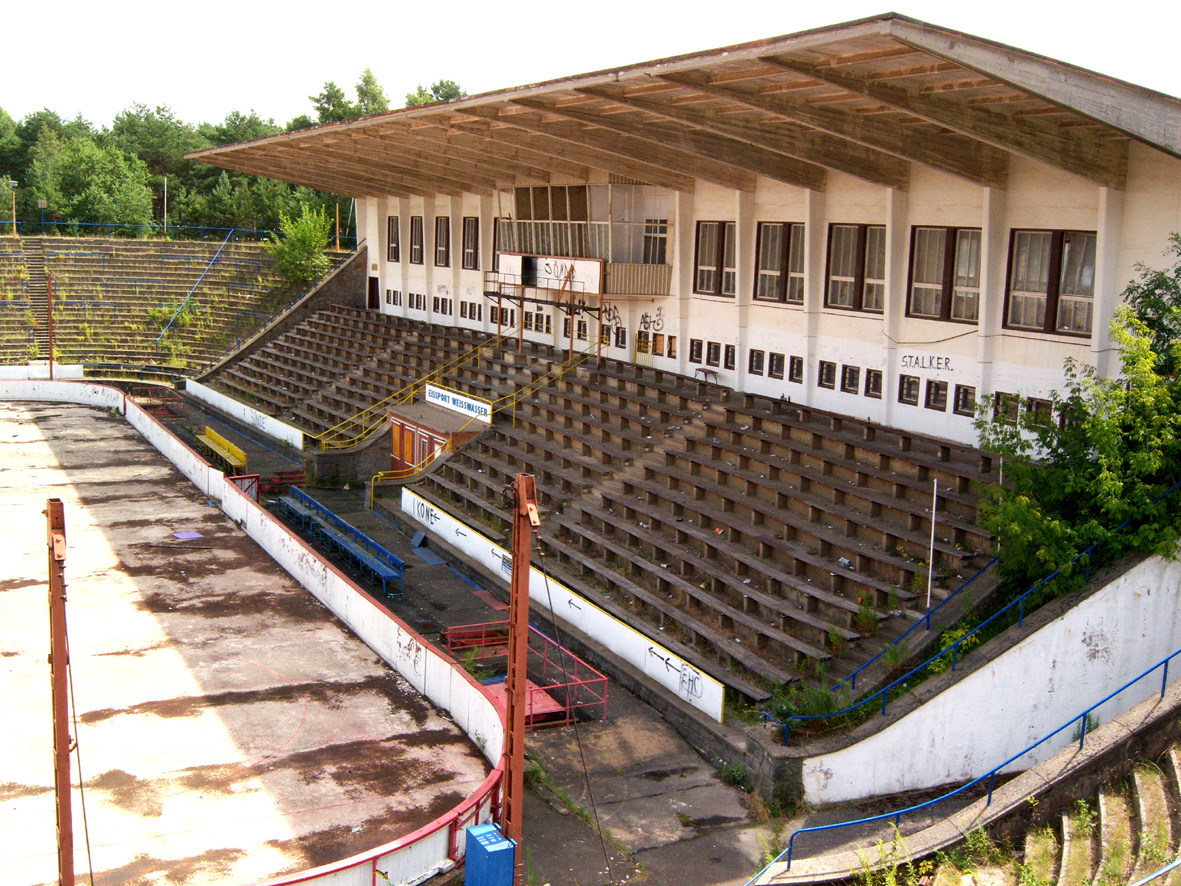

Nach der Wende war das Stadion den Ansprüchen der bundesdeutschen Eishockeyliga nicht mehr gewachsen. Die Spiele wurden fortan in der umgebauten, ehemaligen Eisschnelllaufhalle ausgetragen. Das Stadiongebäude beherbergte noch einige Jahre die Nachwuchsmannschaften und nur wenige Male noch diente das dem Verfall preisgegebene Eisstadion als Trainingsfläche.
Einmal noch geriet es in die Schlagzeilen, als aus Stadt und Verein der jahrelang gehegte Gedanke einer Überdachung durch die geplante Bewerbung als Spielort für die Weltmeisterschaften 2001 forciert werden sollte. Dies scheiterte jedoch am geschätzten finanziellen Aufwand von 15 Millionen Mark.
Nach jahrelangem Leerstand und Verfall wurde das Freiluftstadion von Oktober 2010 bis Februar 2011 abgerissen, um Platz für eine neue Eishalle zu schaffen.

## Eishalle „Fuchsbau“
Die von den Fans zuletzt „Fuchsbau“ genannte Halle wurde 1973 als Trainingshalle der damaligen SG Dynamo Weißwasser gebaut. Neben einer Eishockeyfläche enthielt sie eine Eisschnelllaufbahn. In den 1980er Jahren wurde die Trainingshalle mit Zuschauertribünen ausgestattet, sodass auch in der Halle gespielt werden konnte. 1990 wurde die Halle für die Teilnahme an der Eishockey-Bundesliga erneut umgebaut und um zwei Stahlrohrtribünen mit einer Kapazität von rund 3000 Zuschauern erweitert. Die Zuschauerkapazität betrug zuletzt 2750 Plätze, wobei 350 Sitzplätze vorhanden waren. Die Eishalle war Heimstadion der Lausitzer Füchse aus der 2. Eishockey-Bundesliga sowie deren Stammverein, dem Eissport Weißwasser e. V.
Neben den Eishockeyspielen der verschiedenen Abteilungen des ES Weißwasser fanden in der Halle weitere Veranstaltungen statt, beispielsweise öffentliches Schlittschuhlaufen und Konzerte. Zudem trugen witterungsbedingt gelegentlich die Mannschaften der Jonsdorfer Falken und Tornado Niesky ihre Heimspiele in der Eishalle aus.
Im Dezember 2013 begann der Abriss der Eishalle.

## Eisarena Weißwasser
Am 1. März 2012 war der Spatenstich für den Neubau des Eisstadions, der „Eisarena Weißwasser“. Grundsteinlegung war am 18. April 2012. Am Tage des ersten Saisonspieles der letzten Saison im direkt angrenzenden alten Fuchsbau wurde Richtfest gefeiert. Die geplanten Baukosten von 15,7 Millionen Euro wurden während der Bauphase deutlich unterschritten.
Die Eröffnung der Eisarena Weißwasser wurde am 23. August 2013 unter anderem mit einem Spiel gegen den amtierenden deutschen Meister – die Eisbären Berlin – gefeiert. Nachdem sich die ehemaligen Dynamos in der kleinsten Liga der Welt jahrelang packende Duelle lieferten, sahen die Verantwortlichen die Hauptstädter als perfekten Gegner für diesen „historischen Moment“.
Das Eisstadion hat durch die mögliche Reduzierung der Sitz- zugunsten von Stehplätzen zum ersten Pflichtspiel am 13. September 2013 insgesamt 3050 Plätze für Besucher. Am 10. April 2014 fand das erste Länderspiel in Weißwasser seit der Wende und friedlichen Revolution statt. Dabei verlor die deutsche Auswahl im Rahmen der Euro Hockey Challenge vor knapp 3100 Zuschauern gegen Frankreich mit 3:4 nach Penaltyschießen.
Da einige Stehplätze wegen geänderter Nachfrage wieder zu Sitzplätzen umgebaut wurden, reduzierte sich die Kapazität auf 2950 Plätze.
 Irrtümlicherweise wird die Eisarena Weißwasser oft als weeEisArena bezeichnet. Die seit Juni 2019 begonnenen Verhandlungen der Stadt Weißwasser/O.L. mit dem der Firma WeeConomy AG von Cengiz Ehliz sind nie zu einem Abschluss gekommen. Geplant war die Namensrechte an der Eisarena (Umbenennung vorerst auf fünf Jahre in weeEisArena). Die Namensrechte werden im Verlauf des Jahres 2022 durch die Stadt Weißwasser/O.L. neu ausgeschrieben.